# Manolo González
Manuel González Cabello dit « Manolo González », né le 7 décembre 1929 à Séville (Espagne), mort à Séville le 25 décembre 1987, était un matador puis éleveur de taureaux de combat, espagnol.

## Carrière
- Débuts en novillada avec picadors : Séville le 1er juin 1945.
- Présentation à Madrid : 4 août 1946 aux côtés de Gabriel Pericás et Antonio Caro. Novillos de la ganadería de José María Soto.
- Alternative : Séville le 27 mai 1948. Parrain, Pepe Luis Vázquez ; témoin, Manuel Navarro. Taureaux de la ganadería de Clemente Tassara.
- Confirmation d’alternative à Madrid : 3 juin 1948. Parrain, Antonio Bienvenida ; témoin, Pepín Martín Vázquez. Taureaux de la ganadería de Graciliano Pérez Tabernero.
- Premier de l’escalafón en 1949